# Historia Magazine - La Guerre d'Algérie
Historia Magazine - La Guerre d'Algérie, est une revue hebdomadaire de vulgarisation qui fut publiée de septembre 1971 à janvier 1974, consacrée au conflit qui opposa en Algérie de 1954 au 1962, les nationalistes algériens au pouvoir d'État français, avec également des répercussions en France métropolitaine.

## Thématique
Le thème de ce magazine traite tous les événements majeurs qui ont marqué cette guerre, menée par la France de 1954 à 1962 contre les indépendantistes algériens sous la bannière du Front de libération nationale (FLN) et son bras armée, l'Armée de libération nationale (ALN). La guerre d'Algérie que, jusqu'en 1999, l'État français s'obstina à ne désigner officiellement que par les termes d'« opérations de maintien de l'ordre ».
La guerre a duré huit ans, deux fois plus longtemps que la guerre mondiale et mobilisé trois millions de soldats français avec des moyens militaires colossaux et traumatisé durablement les deux sociétés en Algérie et en France. Par deux fois elle porta la guerre civile en France, entrainant des crises politiques graves, avec pour conséquences, la chute de six présidents du conseil, la chute de la IVe République et le retour au pouvoir de Charles de Gaulle en 1958, puis faillit causer sa chute. La guerre causa plus de 300 000 victimes algériennes, un million cinq cents (selon les sources de l'État algérien), avec des millions de déplacés de la population rurale, 6 000 civils européens et 30 000 soldats français morts durant le conflit. Terreur impitoyable, cruauté monstrueuse, torture systématique, violences aveugles furent les caractéristiques de cette guerre dans les deux camps.
La guerre se déboucha sur l'indépendance de l'Algérie, le 5 juillet 1962 et elle fut évidemment à l'origine du nouvel État algérien et précipita l'exode de plus de un million de colons européenne, dits Pieds-Noirs vers la métropole.

## Présentation du magazine
La collection de Historia Magazine - La Guerre d'Algérie, comporte 112 numéros hebdomadaires, 23 × 30 cm, avec des sommaires de plus de 600 titres d'articles sur 3 232 pages au total, parus de septembre 1971 à janvier 1974. Le 1er numéro de la revue est paru, le 22 septembre 1971 sous le no 194 (La guerre d'Algérie), la série se termine par le 112e numéro, paru, le 7 janvier 1974, sous, le no 371 (…Et la France quitta l'Algérie). Pour répondre au souhait de ses nombreux lecteurs, Historia Magazine publie seize autres numéros spéciaux/hors série de synthèse traitant les bilans : militaire et civile de la guerre et l'état économique de l'Algérie dix ans après son indépendance, les seize numéros sont mis en vente à partir du 21 janvier 1974, à raison d'un numéro par semaine. Un index général de 80 pages pour les 600 titres d'articles de 3 232 pages (divisé en plusieurs sections : armée de terre, marine, aviation, géographie, personnage et politique/divers) est mis à la disposition du lecteur. Et tous les numéros du magazine sont réunis sous une reliure spéciale de dix volumes.

### Rédaction d'articles
Les grandes étapes de cette guerre décrites par des articles de qualité publiés à travers les numéros de cette revue qui racontent la vie quotidienne de tous ceux qui y participent sur le terrain, tous les aspects de cette guerre ont été évoqués : opérations militaires, terrorismes, vie du maquis, exactions, trahisons, complots, intrigues politiques, manœuvres parlementaires, qui forment la trame de cette longue et tragique histoire de la Guerre d'Algérie.
Du côté français, des officiers, sous-officiers ou des hommes de troupes racontent leurs opérations de guérilla ou de contre-guerilla, l'organisation de la ligne électrifiée aux frontières algéro-tunisienne et marocaine, la pacification menés par les Sections administratives spécialisées (SAS), la luttes des services spéciaux contre la livraison clandestines d'armes au FLN, qui ont participé à la bataille des frontières comme à la bataille d'Alger ou au Coup d'État du 13 mai 1958, qui ont fait confiance au général de Gaulle, qui se sont opposés au putsch des généraux, aussi bien que les membres de l'Organisation de l'armée secrète (OAS), ont rapporté leur témoignage.
Côté algérien, il n'était pas facile d'obtenir à l'époque tous les témoignages souhaités. Mais le magazine a pu malgré tous les obstacles, donner la parole à des hommes proche du Gouvernement provisoire de la République algérienne (GPRA), à des combattants de l'Armée de libération nationale (ALN), à des membres du réseau clandestin métropolitain d'aide au Front de libération nationale (FLN). C'est ainsi que le magazine a pu suivre le développement de ce qui, au départ, n'était qu'une insurrection et qui aboutit, avec les accords d'Évian, à l'indépendance.

### Illustration
Des milliers de photos dont la majorité sont en couleurs illustrent les 3232 pages de la collection. Photographes professionnels et donateurs bénévoles ont contribué à l'illustration de cette collection qui livre aux lecteurs tous les aspects du conflit sanglant, qu'il soit du côté français ou algérien, les paysages algériens, la vie des tribus et des villages aux traditions ancestrales.

### Éditeur
Le magazine est un hors série de Historia édité par la Librairie Jules Tallandier, sous la direction de :
- Maurice Dumoncel : directeur de publication ;
- Yves Courrière : directeur ;
- Jean Fontugue : rédacteur adjoint ;
- Général Beaufre : conseiller.